# エフエム仙台
株式会社エフエム仙台（エフエムせんだい、英: Sendai FM BROADCASTING, INC.）は、宮城県を放送対象地域とするFMラジオ放送（超短波放送）事業を行っている特定地上基幹放送事業者である。
愛称は『Date fm』（デイト・エフエム）。かつてはFMS（FM Sendai）の略称が存在していた。
JFN系列局。コールサインはJOJU-FM。

## 概要
1982年（昭和57年）、全国8番目、東北地方初の民放FMとして放送を開始した。
東北地方のJFN局の中では1番自社制作率が高く、特に朝・午前・午後・夕方のワイド番組は開局当時から変わっていないとアナウンサー兼編成部長の井上崇がインタビューで語っている。
日本国内のJFN系列39局のうち、2県にまたがる放送を行うエフエム山陰と特別加盟局で東京23区を中心とした周辺地域を放送対象地域としている外国語放送局のInterFM897以外は所在の都道府県名が社名に含まれているが、当局は唯一都道府県名を採っておらず、本社所在地の市名を局名にしている。また県域以上のFM局全体でみても、外国語FM局を除けば都道府県名を社名に採用していないラジオ局はFM NORTH WAVE・エフエムナックファイブ・ベイエフエム・J-WAVE・横浜エフエム放送・エフエム富士・ZIP-FM・FM802・CROSS FM以外にはない。
1997年（平成9年）に開局15周年を記念して愛称を一般公募し、仙台藩主伊達家の「だて」をローマ字転記した「DATE」、いわゆる「デート」（date）、「最新」という意味の「up-to-date」などから『Date fm』との愛称を用いるようになった。ただし、「エフエム仙台」の名称をまったく使用しないわけではなく、放送内や文書などでは「Date fm エフエム仙台」（デイト・エフエム エフエムせんだい）と並列させたり、単に「エフエム仙台」と呼称・表記することもあった。現在は、「Date fm」に統一している。
フジ・メディア・ホールディングスが筆頭株主であり、後者の連結子会社である仙台放送とはつながりが深く、共同キャンペーンも実施されている。さらに、当局含めたJFN系列38局はACジャパン（旧・公共広告機構）の正会員企業の一つである。
定時ニュース（Date FM News&Weather）の協力新聞は河北新報、読売新聞、朝日新聞の3紙の持ち回り（開局当初はサンケイ新聞を加えた4紙持ち回りだった）であったが、現在は平日の日中に河北新報が担当するのみで、それ以外の時間はJFNニュースである。
2019年4月以降、JFN系列局としては珍しく、本放送局の各番組・コーナーでの提供クレジットのアナウンスは、ほぼすべて英語となっている（例："This Program is (was) brought to you by （スポンサー名）。
2025年1月26日の放送休止まではradikoでは時報音がそのまま放送されていたが、1月27日の放送開始以降は時報音がカットされる様になった。

## 事業所
- 本社・スタジオ

〒980-8420
仙台市青葉区本町2丁目10-28
- 東京支社

〒102-0083
東京都千代田区麹町1丁目8 JFNセンター6階
※開局以来、県内に支社、支局を開設したことは一度もない（東北6県のFM局では唯一）。

## 資本構成
企業・団体の名称、個人の肩書は当時のもの。出典：

### 2016年3月31日
| 資本金      | 発行済株式総数 | 株主数 |
| ----------- | -------------- | ------ |
| 4億8000万円 | 10,000株       | 34     |

| 株主                             | 株式数  | 比率  |
| -------------------------------- | ------- | ----- |
| エフエム東京                     | 1,050株 | 10.5% |
| 第一エージェンシー               | 1,050株 | 10.5% |
| 河北新報社                       | 1,000株 | 10.0% |
| フジ・メディア・ホールディングス | 0,800株 | 08.0% |
| 大和証券グループ本社             | 0,700株 | 07.0% |
| 多田基久                         | 0,550株 | 05.5% |
| 読売新聞東京本社                 | 0,550株 | 05.5% |
| 朝日新聞社                       | 0,550株 | 05.5% |

## 沿革
- 1982年（昭和57年）
  - 3月1日 - 株式会社エフエム仙台設立。
  - 12月1日 - 放送開始。
- 1992年（平成4年）- 開局10周年を記念して、米国のGRPレコードが所有するジャズの楽曲をFM仙台のスタッフが選曲したコンピレーションアルバム「GRP PRESENT FM SENDAI~THAT'S GORGEOUS」をMCAビクターから発売。
- 1995年（平成7年）4月1日 - 文字多重放送（見えるラジオ）開始。コールサインはJOJU-FCM。
- 1997年（平成9年）- 開局15周年を記念して、愛称をDate fmとした[24]。
- 2011年（平成23年）
  - 1月26日 - KDDIのauスマートフォン・携帯電話向けの民放FM52局ストリーミング配信サービス「LISMO WAVE」にて全国配信を開始。（2019年（令和元年）9月30日をもって終了）
  - 3月15日 - 東日本大震災に伴う災害情報提供のため、TOKYO FMとエフエム仙台をはじめとする東北地方のJFN加盟6社が「LISMO WAVE」のサービスを利用したインターネットによる放送配信を開始[25]（同年4月30日まで実施）。
  - 4月28日 - 同日12時から、岩手・宮城・福島・茨城の民放ラジオ7局がIPサイマルラジオ「radiko」による全国配信を期間限定で開始[26]（2012年（平成24年）3月31日まで実施）。
  - 12月5日 - Android・iOS向けのJFN系FM局ストリーミング配信サービス「ドコデモFM」にて全国配信を開始。（2021年（令和3年）2月28日をもって終了）
- 2014年（平成26年）3月31日 - 文字多重放送終了。
- 2016年（平成28年）9月29日 - radikoによる宮城県内の配信とradiko.jpプレミアムによる全国配信を開始[27]。
- 2018年（平成30年）5月1日 - V-Low帯マルチメディア放送・インターネットラジオサービス「i-dio」にて北海道・東北地方でのサイマル放送・配信を開始（2020年（令和2年）3月31日をもって終了）。
- 2021年（令和3年）12月6日 - 同日から12日まで行われた宮城地区の聴取率調査において当局がコアターゲットとする男女20～49歳のシェア65.0％、さらに男女20～34歳でシェア80.6%を獲得し、2005年（平成17年）6月に調査地域に加えられてから初の全日オールターゲット単独首位を獲得した[28]。
- 2022年（令和4年）- 開局40周年。

## 周波数・出力
| 親局   | 周波数  | 出力 | ERP   | 所在地・座標                                                                  | 送信所概要 （技術情報）                 | 備考           |
| ------ | ------- | ---- | ----- | ----------------------------------------------------------------------------- | --------------------------------------- | -------------- |
| 仙台   | 77.1MHz | 5kW  | 23kW  | （北緯38度14分15秒 東経140度52分22.6秒 / 北緯38.23750度 東経140.872944度）    | 125m四角鉄塔 双ループ4段4面（電気興業） | 仙台放送と共用 |
| 中継局 | 周波数  | 出力 | ERP   | 所在地・座標                                                                  | 送信所概要 （技術情報）                 | 備考           |
| 気仙沼 | 81.3MHz | 100W | 160W  | （北緯38度49分45.5秒 東経141度31分12.9秒 / 北緯38.829306度 東経141.520250度） | 15m四角鉄塔 八木3素子1段2面             | NHK仙台と共有  |
| 鳴子   | 84.1MHz | 10W  | 7.9W  | （北緯38度45分5.9秒 東経140度42分36.2秒 / 北緯38.751639度 東経140.710056度）  | 11m四角鉄塔 八木3素子1段4面             |                |
| 志津川 | 84.1MHz | 10W  | 16.5W | （北緯38度37分41.3秒 東経141度28分28.1秒 / 北緯38.628139度 東経141.474472度） | 14m自立鉄柱 八木3素子1段2面             | NHK仙台と共有  |
| 白石   | 81.4MHz | 1W   | 3W    | （北緯38度1分1秒 東経140度39分5.9秒 / 北緯38.01694度 東経140.651639度）       | 10m四角鉄塔 八木3素子1段1面             | NHK仙台と共有  |

## トンネル内ラジオ再送信サービス実施箇所
- 国道48号仙台西道路内の川内トンネル・青葉山トンネル。
- 宮城県道264号大衡仙台線北山トンネル
- 国道45号田中トンネル・安波トンネル・唐桑トンネル。
- 三陸沿岸道路鴇波トンネル・登米志津川トンネル・新井田1号トンネル・新井田2号トンネル・新井田3号トンネル・清水トンネル・大浦トンネル・大峠山トンネル・新唐桑トンネル・霧立トンネル
- 三陸沿岸道路小原木長部トンネル（隣県のFM岩手陸前高田局85.9MHzも再送信）。

## 放送時間
- 平日は5:00を基点とした24時間放送[29]。
- 日曜は5:00基点 - 深夜（月曜未明）2:00終了で、2:00 - 5:00は機器メンテナンスのため休止。

## 放送範囲
Date fmは、宮城県内を対象とする県域放送であるが、エフエム仙台の資料によると、20dB以上での聴取可能な地域は宮城県外まで広がり、視聴可能人口は約500万人とされている。隣県で聴取可能なエリアは以下のとおり。
- 岩手県：内陸は盛岡市、沿岸は大船渡市まで可聴域[30]。
- 秋田県：栗駒山周辺から横手盆地の湯沢市まで可聴域[30]。
- 山形県：内陸全域と庄内地方の酒田市まで可聴域[30]。
- 福島県：浜通りはいわき市まで、中通りは郡山市まで、会津は会津若松市まで可聴域[30]。

なお、関東地方の一部でも受信できることが確認されている。

## スタジオ
※ 生放送で使われるもののみ

### 現在
- Date fm本社（青葉区本町・銀杏坂。北緯38度15分51.85秒 東経140度52分36.66秒）
  - Aスタジオ
  - Bスタジオ
  - Cスタジオ（本社2階）

Cスタジオ以外は大通りからガラス越しに見ることができる構造のため、番組オンエア中の様子を一般客が観覧可能である。アーティストなどがゲストとして番組に生出演する際も、自由に観覧することができ、番組やアーティストのホームページにはゲストとパーソナリティがガラス越しのファンと一緒に撮影された写真が時折アップされている。なお、番組がオンエアされない時間帯は、ブラインドが閉じられ、中の様子は見ることができない。

### 過去に存在したスタジオ
- DAC CITY 丸光（現さくら野百貨店）6階CADスタジオ - DAC CITYサウンドドレッシング
- 弐萬圓堂・クリスロード本館2階 - SOUND PALALAX
- アエル2階 - AER RADIO
- S-PAL SQUARE（仙台駅エスパル1F） - S-PAL Brand-New Day, MUSIC SHOWER（平日18:30 - 19:00枠）

（以上、青葉区中央）
- 東北三菱一番町CARRO（青葉区一番町） - CARRO Floating Island
- ネッツトヨタ仙台 Date Netz五橋ショールーム2階サテライトスタジオ（青葉区五橋） - Date Netz JOINUS SQUARE（ - 2007年3月、金曜18:30 - 19:30）
  - かつてDate Netz五橋はTBCラジオのステアリングネットワークでも使用していた。
- 東北福祉大学キャンパススタジオ - ザ・ラジオ（青葉区国見、 - 2007年3月）
- 定禅寺通スタジオ 仙台パナソニックビル（現・定禅寺通スクエアビル）[31]（青葉区国分町）、北緯38度15分58.1秒 東経140度52分10.5秒。2007年6月22日 - 2013年?）
  - 『J-SIDE STATION』・『AIRJAM Friday』などを放送していたが、震災後放送を本社スタジオに集約したため使用を一時中止。『AIRJAM Friday』のみ使用を再開したが撤退している。
- au SENDAI 2階イベントスペース（仙台市青葉区一番町）
  - 2017年1月20日から2018年3月30日までは『宮城ごちそうラジオ』『東北まんぷくラジオ』、2018年4月6日から12月28日までは『チケット!』放送時に使用。

## 番組編成
2025年4月時点

### 平日
| 時 | 月曜日 | 火曜日 | 水曜日 | 木曜日 | 金曜日 |
| --- | --- | --- | --- | --- | --- |
| 5 | 5:00 Jazz Reminiscence（JFNC） | （続き）Memories & Discoveries（JFNC） | （続き）Memories & Discoveries（JFNC） | （続き）Memories & Discoveries（JFNC） | （続き）Memories & Discoveries（JFNC） |
| 5 | 5:30 REAL SPORTS（JFNC） | | | | |
| 5 | 5:55 心のともしび（京都放送） | | | | |
| 6 | 6:00 ONE MORNING（TOKYO FM） ▽6:55 （金）明日の命を繋ぐ（FM大阪） ▽6:55 MY OLYMPIC ▽7:00 MORNING HEADLINE ▽7:10 リポビタンD TREND NET ▽7:20 曜日別コーナー | 6:00 ONE MORNING（TOKYO FM） ▽6:55 （金）明日の命を繋ぐ（FM大阪） ▽6:55 MY OLYMPIC ▽7:00 MORNING HEADLINE ▽7:10 リポビタンD TREND NET ▽7:20 曜日別コーナー | 6:00 ONE MORNING（TOKYO FM） ▽6:55 （金）明日の命を繋ぐ（FM大阪） ▽6:55 MY OLYMPIC ▽7:00 MORNING HEADLINE ▽7:10 リポビタンD TREND NET ▽7:20 曜日別コーナー | 6:00 ONE MORNING（TOKYO FM） ▽6:55 （金）明日の命を繋ぐ（FM大阪） ▽6:55 MY OLYMPIC ▽7:00 MORNING HEADLINE ▽7:10 リポビタンD TREND NET ▽7:20 曜日別コーナー | 6:00 ONE MORNING（TOKYO FM） ▽6:55 （金）明日の命を繋ぐ（FM大阪） ▽6:55 MY OLYMPIC ▽7:00 MORNING HEADLINE ▽7:10 リポビタンD TREND NET ▽7:20 曜日別コーナー |
| 7 | 6:00 ONE MORNING（TOKYO FM） ▽6:55 （金）明日の命を繋ぐ（FM大阪） ▽6:55 MY OLYMPIC ▽7:00 MORNING HEADLINE ▽7:10 リポビタンD TREND NET ▽7:20 曜日別コーナー | 6:00 ONE MORNING（TOKYO FM） ▽6:55 （金）明日の命を繋ぐ（FM大阪） ▽6:55 MY OLYMPIC ▽7:00 MORNING HEADLINE ▽7:10 リポビタンD TREND NET ▽7:20 曜日別コーナー | 6:00 ONE MORNING（TOKYO FM） ▽6:55 （金）明日の命を繋ぐ（FM大阪） ▽6:55 MY OLYMPIC ▽7:00 MORNING HEADLINE ▽7:10 リポビタンD TREND NET ▽7:20 曜日別コーナー | 6:00 ONE MORNING（TOKYO FM） ▽6:55 （金）明日の命を繋ぐ（FM大阪） ▽6:55 MY OLYMPIC ▽7:00 MORNING HEADLINE ▽7:10 リポビタンD TREND NET ▽7:20 曜日別コーナー | 6:00 ONE MORNING（TOKYO FM） ▽6:55 （金）明日の命を繋ぐ（FM大阪） ▽6:55 MY OLYMPIC ▽7:00 MORNING HEADLINE ▽7:10 リポビタンD TREND NET ▽7:20 曜日別コーナー |
| 7:30 Morning Brush - 浅野彰信（月）・千葉めぐみ（火 - 水）・深井ゆきえ（木 - 金） ▽8:00 イエローハットTODAY'S KEY NUMBER（TOKYO FM） ▽8:09 今日のスポーツ（TOKYO FM） ▽8:10 （月、水 - 木）NEW TREND ONE（TOKYO FM）、（火のみ） KINKATSU TREND ONE （TOKYO FM）、（金）復興支援PROGRAM Hand in Hand （TOKYO FM） ▽8:35 塩沼亮潤 大阿闍梨 今朝の一言 - 塩沼亮潤 ▽10:20 ジャパネットたかた ラジオショッピング（JFNC） | | | | | |
| 8 | | | | | |
| 9 | | | | | |
| 10 | | | | | |
| 11 | 11:00 ディア・フレンズ（TOKYO FM） | 11:00 ディア・フレンズ（TOKYO FM） | 11:00 ディア・フレンズ（TOKYO FM） | 11:00 ディア・フレンズ（TOKYO FM） | 11:00 松任谷由実のYuming Chord（TOKYO FM） |
| 11 | 11:30 やなせなな はじまりの日 - やなせなな | 11:30 まいどあり～。TUESDAY | 11:30 Music Remark（JFNC） | 11:30 旬!SHUN!ピックアップ | 11:30 Date fm Sendaian Hot Music - 丸井汐里 |
| 11 | 11:30 やなせなな はじまりの日 - やなせなな | 11:45 Do The Shuffle 〜AI音選部〜（JFNC） | 11:45 いいものテンミニッツ! | 11:45 Flip The Records ～B面でも恋をして!～（JFNC） | 11:30 Date fm Sendaian Hot Music - 丸井汐里 |
| 11 | 11:55 Date fm NEWS | | | | 11:30 Date fm Sendaian Hot Music - 丸井汐里 |
| 12 | 12:00 いきものがかり吉岡聖恵のうたいろRadio（JFNC） | 12:00 ハラミちゃんのハラミファソRadio♪（JFNC） | 12:00 TOKI CHIC RADIO（JFNC） | 12:00 SING LIKE TALKING 佐藤竹善のアンダンテ（JFNC） | 11:30 Date fm Sendaian Hot Music - 丸井汐里 |
| 12 | 12:25 Date fm Information | | | | 11:30 Date fm Sendaian Hot Music - 丸井汐里 |
| 12 | 12:30 ブルボン presents Shining Star（JFNC） | 12:30 丸園音楽堂（JFNC） | 12:30 RADIO COLLEGE | 12:30 PROJECT-USAMI PRESENTS～うさみみラジオ～ - 井上崇 | 11:30 Date fm Sendaian Hot Music - 丸井汐里 |
| 12 | 12:30 ブルボン presents Shining Star（JFNC） | 12:30 丸園音楽堂（JFNC） | 12:30 RADIO COLLEGE | 12:45 しぜん保険堂Presentsマリオ八幡のマンマ・ミーア with Attimo                                                                                           | 11:30 Date fm Sendaian Hot Music - 丸井汐里 |
| 12 | 12:30 ブルボン presents Shining Star（JFNC） | 12:30 丸園音楽堂（JFNC） | 12:30 RADIO COLLEGE | 12:49 マドとマドリの旨い店 - 中村かおり | |
| 12 | 12:55 Date fm MEGA PLAY | 12:55 Date fm MEGA PLAY | 12:55 Date fm MEGA PLAY | 12:55 Date fm MEGA PLAY | 12:55 ワッキー貝山のTSUKASA-YA探検隊 - ワッキー貝山 |
| 13 | 13:00 デイリーフライヤー（JFNC） | 13:00 デイリーフライヤー（JFNC） | 13:00 デイリーフライヤー（JFNC） | 13:00 デイリーフライヤー（JFNC） | 13:00 デイリーフライヤー（JFNC） |
| 13 | 13:30 RAD ～Radio All Day～ - （月 - 火）ワタナベ智之 / （水 - 木）中村マサトシ ▽14:50 JFNラジオショッピング（JFNC） ▽14:55 IMP.のIMPickup（TOKYO FM）     | 13:30 RAD ～Radio All Day～ - （月 - 火）ワタナベ智之 / （水 - 木）中村マサトシ ▽14:50 JFNラジオショッピング（JFNC） ▽14:55 IMP.のIMPickup（TOKYO FM）     | 13:30 RAD ～Radio All Day～ - （月 - 火）ワタナベ智之 / （水 - 木）中村マサトシ ▽14:50 JFNラジオショッピング（JFNC） ▽14:55 IMP.のIMPickup（TOKYO FM）     | 13:30 RAD ～Radio All Day～ - （月 - 火）ワタナベ智之 / （水 - 木）中村マサトシ ▽14:50 JFNラジオショッピング（JFNC） ▽14:55 IMP.のIMPickup（TOKYO FM）     | 13:30 AIRJAM Friday - 本間秋彦、佐藤友紀乃 ▽14:50 Date fm Information ▽14:55 IMP.のIMPickup（TOKYO FM） ▽16:55 Date fm Information                         |
| 14 | 13:30 RAD ～Radio All Day～ - （月 - 火）ワタナベ智之 / （水 - 木）中村マサトシ ▽14:50 JFNラジオショッピング（JFNC） ▽14:55 IMP.のIMPickup（TOKYO FM）     | 13:30 RAD ～Radio All Day～ - （月 - 火）ワタナベ智之 / （水 - 木）中村マサトシ ▽14:50 JFNラジオショッピング（JFNC） ▽14:55 IMP.のIMPickup（TOKYO FM）     | 13:30 RAD ～Radio All Day～ - （月 - 火）ワタナベ智之 / （水 - 木）中村マサトシ ▽14:50 JFNラジオショッピング（JFNC） ▽14:55 IMP.のIMPickup（TOKYO FM）     | 13:30 RAD ～Radio All Day～ - （月 - 火）ワタナベ智之 / （水 - 木）中村マサトシ ▽14:50 JFNラジオショッピング（JFNC） ▽14:55 IMP.のIMPickup（TOKYO FM）     | 13:30 AIRJAM Friday - 本間秋彦、佐藤友紀乃 ▽14:50 Date fm Information ▽14:55 IMP.のIMPickup（TOKYO FM） ▽16:55 Date fm Information                         |
| 15 | 13:30 RAD ～Radio All Day～ - （月 - 火）ワタナベ智之 / （水 - 木）中村マサトシ ▽14:50 JFNラジオショッピング（JFNC） ▽14:55 IMP.のIMPickup（TOKYO FM）     | 13:30 RAD ～Radio All Day～ - （月 - 火）ワタナベ智之 / （水 - 木）中村マサトシ ▽14:50 JFNラジオショッピング（JFNC） ▽14:55 IMP.のIMPickup（TOKYO FM）     | 13:30 RAD ～Radio All Day～ - （月 - 火）ワタナベ智之 / （水 - 木）中村マサトシ ▽14:50 JFNラジオショッピング（JFNC） ▽14:55 IMP.のIMPickup（TOKYO FM）     | 13:30 RAD ～Radio All Day～ - （月 - 火）ワタナベ智之 / （水 - 木）中村マサトシ ▽14:50 JFNラジオショッピング（JFNC） ▽14:55 IMP.のIMPickup（TOKYO FM）     | 13:30 AIRJAM Friday - 本間秋彦、佐藤友紀乃 ▽14:50 Date fm Information ▽14:55 IMP.のIMPickup（TOKYO FM） ▽16:55 Date fm Information                         |
| 15:50 Rolling Stone Cafe（JFNC） | | | | | 13:30 AIRJAM Friday - 本間秋彦、佐藤友紀乃 ▽14:50 Date fm Information ▽14:55 IMP.のIMPickup（TOKYO FM） ▽16:55 Date fm Information                         |
| 15:55 Date fm NEWS（JFNC） | | | | | 13:30 AIRJAM Friday - 本間秋彦、佐藤友紀乃 ▽14:50 Date fm Information ▽14:55 IMP.のIMPickup（TOKYO FM） ▽16:55 Date fm Information                         |
| 16 | 16:00 SOUND GENIC - （月 - 火）井上崇 / （水 - 木）千葉直樹 ▽（木）16:38 ゼビオスポーツパーク - 大坂ともお ▽17:15 My First Music（TOKYO FM）               | 16:00 SOUND GENIC - （月 - 火）井上崇 / （水 - 木）千葉直樹 ▽（木）16:38 ゼビオスポーツパーク - 大坂ともお ▽17:15 My First Music（TOKYO FM）               | 16:00 SOUND GENIC - （月 - 火）井上崇 / （水 - 木）千葉直樹 ▽（木）16:38 ゼビオスポーツパーク - 大坂ともお ▽17:15 My First Music（TOKYO FM）               | 16:00 SOUND GENIC - （月 - 火）井上崇 / （水 - 木）千葉直樹 ▽（木）16:38 ゼビオスポーツパーク - 大坂ともお ▽17:15 My First Music（TOKYO FM）               | 13:30 AIRJAM Friday - 本間秋彦、佐藤友紀乃 ▽14:50 Date fm Information ▽14:55 IMP.のIMPickup（TOKYO FM） ▽16:55 Date fm Information                         |
| 17 | 16:00 SOUND GENIC - （月 - 火）井上崇 / （水 - 木）千葉直樹 ▽（木）16:38 ゼビオスポーツパーク - 大坂ともお ▽17:15 My First Music（TOKYO FM）               | 16:00 SOUND GENIC - （月 - 火）井上崇 / （水 - 木）千葉直樹 ▽（木）16:38 ゼビオスポーツパーク - 大坂ともお ▽17:15 My First Music（TOKYO FM）               | 16:00 SOUND GENIC - （月 - 火）井上崇 / （水 - 木）千葉直樹 ▽（木）16:38 ゼビオスポーツパーク - 大坂ともお ▽17:15 My First Music（TOKYO FM）               | 16:00 SOUND GENIC - （月 - 火）井上崇 / （水 - 木）千葉直樹 ▽（木）16:38 ゼビオスポーツパーク - 大坂ともお ▽17:15 My First Music（TOKYO FM）               | 13:30 AIRJAM Friday - 本間秋彦、佐藤友紀乃 ▽14:50 Date fm Information ▽14:55 IMP.のIMPickup（TOKYO FM） ▽16:55 Date fm Information                         |
| 18 | 16:00 SOUND GENIC - （月 - 火）井上崇 / （水 - 木）千葉直樹 ▽（木）16:38 ゼビオスポーツパーク - 大坂ともお ▽17:15 My First Music（TOKYO FM）               | 16:00 SOUND GENIC - （月 - 火）井上崇 / （水 - 木）千葉直樹 ▽（木）16:38 ゼビオスポーツパーク - 大坂ともお ▽17:15 My First Music（TOKYO FM）               | 16:00 SOUND GENIC - （月 - 火）井上崇 / （水 - 木）千葉直樹 ▽（木）16:38 ゼビオスポーツパーク - 大坂ともお ▽17:15 My First Music（TOKYO FM）               | 16:00 SOUND GENIC - （月 - 火）井上崇 / （水 - 木）千葉直樹 ▽（木）16:38 ゼビオスポーツパーク - 大坂ともお ▽17:15 My First Music（TOKYO FM）               | 13:30 AIRJAM Friday - 本間秋彦、佐藤友紀乃 ▽14:50 Date fm Information ▽14:55 IMP.のIMPickup（TOKYO FM） ▽16:55 Date fm Information                         |
| 18:30 MUSICおいおい! - ながの社長 | 18:30 「がんばろう宮城」希望のラジオ - 横山英子 | 18:30 CO･OP共済“あいチャンネル” - 千葉めぐみ | 18:30 KisachiのPrecious1.2.3 - Kisachi | 18:30 みやぎスマイルプロジェクト - 松井実那子 | |
| 18:30 MUSICおいおい! - ながの社長 | 18:30 「がんばろう宮城」希望のラジオ - 横山英子 | 18:30 CO･OP共済“あいチャンネル” - 千葉めぐみ | 18:30 KisachiのPrecious1.2.3 - Kisachi | 18:35 Buy Now | |
| 18:45 あぐりずむ（TOKYO FM） | | | | | |
| 18:50 小堺一機のおうちで〜CINEMA〜（JFNC） | | | | | |
| 18:55 Date fm NEWS（JFNC） | | | | | |
| 19 | 19:00 A・O・R（JFNC） | 19:00 A・O・R（JFNC） | 19:00 A・O・R（JFNC） | 19:00 A・O・R（JFNC） | 19:00 塩沼亮潤 大阿闍梨のstep by step（JFNC・interfm） |
| 19 | 19:00 A・O・R（JFNC） | 19:00 A・O・R（JFNC） | 19:00 A・O・R（JFNC） | 19:00 A・O・R（JFNC） | 19:25 Date fm Information |
| 19 | 19:00 A・O・R（JFNC） | 19:00 A・O・R（JFNC） | 19:00 A・O・R（JFNC） | 19:00 A・O・R（JFNC） | 19:30 Music Spiral - 竹森マサユキ、宮崎薫 |
| 19 | 19:55 Date fm MEGA PLAY | | | | |
| 20 | 20:00 BANG!BANG! - 萌江、バイヤー高橋（YouTuber）、ずんだ（地域情報発信サイト、仙台つーしんのライター）                                                    | 20:00 響鳴乱舞!仙台 DATE-MON（だてもん） - 伊達政宗とその家臣（伊達武将隊）                                                                                | 20:00 A・O・R（JFNC） | 20:00 とび出せ高校生諸君! - 宮城県内の現役高校生、菅原涼介                                                                                                 | 20:00 GENERATIONSのGENETALK（JFNC） |
| 20 | 20:00 BANG!BANG! - 萌江、バイヤー高橋（YouTuber）、ずんだ（地域情報発信サイト、仙台つーしんのライター）                                                    | 20:00 響鳴乱舞!仙台 DATE-MON（だてもん） - 伊達政宗とその家臣（伊達武将隊）                                                                                | 20:00 A・O・R（JFNC） | 20:00 とび出せ高校生諸君! - 宮城県内の現役高校生、菅原涼介                                                                                                 | 20:30 Da-iceの大野雄大っス!supported by BOAT RACE（TOKYO FM）                                                                                              |
| 20 | 20:55 Date fm NEWS（JFNC） | | | | |
| 21 | 21:00 門松良祐のフォーティーラブ（40・0） | 21:00 高橋優のリアラジ（JFNC） | 21:00 クリープハイプ 尾崎世界観 声にしがみついて（JFNC）                                                                                                   | 21:00 川谷絵音の約30分我慢してくれませんか（JFNC） | 21:00 SESSION!～ニコタン EDITION～ |
| 21 | 21:30 SESSION! | | | | |
| 21 | 21:55 Date fm MEGA PLAY | | | | |
| 22 | 22:00 SCHOOL OF LOCK!（TOKYO FM） ▽22:55 Date fm Information                                                                                               | 22:00 SCHOOL OF LOCK!（TOKYO FM） ▽22:55 Date fm Information                                                                                               | 22:00 SCHOOL OF LOCK!（TOKYO FM） ▽22:55 Date fm Information                                                                                               | 22:00 SCHOOL OF LOCK!（TOKYO FM） ▽22:55 Date fm Information                                                                                               | 22:00 SCHOOL OF LOCK! FRIDAY 学校運営戦略会議（TOKYO FM）                                                                                                  |
| 22 | 22:00 SCHOOL OF LOCK!（TOKYO FM） ▽22:55 Date fm Information                                                                                               | 22:00 SCHOOL OF LOCK!（TOKYO FM） ▽22:55 Date fm Information                                                                                               | 22:00 SCHOOL OF LOCK!（TOKYO FM） ▽22:55 Date fm Information                                                                                               | 22:00 SCHOOL OF LOCK!（TOKYO FM） ▽22:55 Date fm Information                                                                                               | 22:55 Date fm Information |
| 23 | 22:00 SCHOOL OF LOCK!（TOKYO FM） ▽22:55 Date fm Information                                                                                               | 22:00 SCHOOL OF LOCK!（TOKYO FM） ▽22:55 Date fm Information                                                                                               | 22:00 SCHOOL OF LOCK!（TOKYO FM） ▽22:55 Date fm Information                                                                                               | 22:00 SCHOOL OF LOCK!（TOKYO FM） ▽22:55 Date fm Information                                                                                               | 23:00 もにゅそで 知らんけどアッパー（TOKYO FM） |
| 23 | 23:55 Date fm MEGA PLAY | | | | |
| 0 | 0:00 JET STREAM（TOKYO FM） | 0:00 JET STREAM（TOKYO FM） | 0:00 JET STREAM（TOKYO FM） | 0:00 JET STREAM（TOKYO FM） | 0:00 JET STREAM（TOKYO FM） |
| 0 | 0:55 Date fm MEGA PLAY | | | | |
| 1 | 1:00 TOKYO SPEAKEASY（TOKYO FM） | 1:00 TOKYO SPEAKEASY（TOKYO FM） | 1:00 TOKYO SPEAKEASY（TOKYO FM） | 1:00 TOKYO SPEAKEASY（TOKYO FM） | 1:00 From INI（TOKYO FM） |
| 2 | 2:00 AuDee CONNECT（月 - 水曜 TOKYO FM・木曜 FM大阪） | 2:00 AuDee CONNECT（月 - 水曜 TOKYO FM・木曜 FM大阪） | 2:00 AuDee CONNECT（月 - 水曜 TOKYO FM・木曜 FM大阪） | 2:00 AuDee CONNECT（月 - 水曜 TOKYO FM・木曜 FM大阪） | 1:00 From INI（TOKYO FM） |
| 3 | 2:00 AuDee CONNECT（月 - 水曜 TOKYO FM・木曜 FM大阪） | 2:00 AuDee CONNECT（月 - 水曜 TOKYO FM・木曜 FM大阪） | 2:00 AuDee CONNECT（月 - 水曜 TOKYO FM・木曜 FM大阪） | 2:00 AuDee CONNECT（月 - 水曜 TOKYO FM・木曜 FM大阪） | 3:00 ウチらのイイブン！（JFNC） |
| 4 | 4:00 Memories & Discoveries（JFNC） | 4:00 Memories & Discoveries（JFNC） | 4:00 Memories & Discoveries（JFNC） | 4:00 Memories & Discoveries（JFNC） | 3:00 ウチらのイイブン！（JFNC） |

### 週末
| 時 | 土曜日                                                                                 | 日曜日 |
| -- | -------------------------------------------------------------------------------------- | --- |
| 5  | 5:00 武部聡志のSESSIONS（JFNC）                                                        | 5:00 PEOPLE（JFNC） |
| 6  | 6:00 From Athlete!（JFNC）                                                             | 6:00 SUNDAY FLICKERS（JFNC） |
| 7  | 7:00 西村由紀江のSMILE WIND（JFNC）                                                    | 6:00 SUNDAY FLICKERS（JFNC） |
| 7  | 7:30 となりのカイシャに聞いてみた!supported by オリックスグループ                      | 7:30 青木源太・足立梨花 Sunday Collection（TOKYO FM） |
| 7  | 7:55 Date fm Information                                                               | 7:55 Live Your Dream～本音で生きてください～（FM大阪） |
| 8  | 8:00 わくわくお届け便                                                                  | 8:00 Everlasting Music（JFNC） |
| 8  | 8:15 GINJI-BASE33 - 銀次                                                               | 8:00 Everlasting Music（JFNC） |
| 8  | 8:25 SUNDAY MORNING WAVE - 今村文彦、板橋恵子                                          | |
| 8  | 8:30 ミヤギのしごとIT未来図鑑                                                          | |
| 8  | 8:55 Date fm NEWS（JFNC）                                                              | |
| 9  | 9:00 Little Glee Monster「Join Us!」（JFNC）                                           | 9:00 今旬!いいもの百貨店 |
| 9  | 9:00 Little Glee Monster「Join Us!」（JFNC）                                           | 9:15 GARDEN - 高平響 |
| 9  | 9:30 旬!SHUN!ピックアップ                                                              | 9:30 Laid-Back radio（JFNC） |
| 9  | 9:45 Hawaiian Spec - REIKO T.ROGERS                                                    | 9:30 Laid-Back radio（JFNC） |
| 9  | 9:55 Traffic Information                                                               | |
| 10 | 10:00 SPORTS BEAT supported by TOYOTA（TOKYO FM）                                      | 10:00 ASKA Terminal Melody（TOKYO FM） |
| 10 | 10:00 SPORTS BEAT supported by TOYOTA（TOKYO FM）                                      | 10:30 YKK AP presents 皆藤愛子の窓café〜窓辺でcafé time〜（TOKYO FM） |
| 10 | 10:50 コスモアースコンシャスアクト 未来へのメッセージ（TOKYO FM）                      | |
| 10 | 10:55 パンセ Happy Smile - 阿部未来                                                    | 10:55 Date fm Information |
| 11 | 11:00 Buy Now                                                                          | 11:00 菊池風磨 hoursz(TOKYO FM) |
| 11 | 11:15 Music Remark（JFNC）                                                             | 11:00 菊池風磨 hoursz(TOKYO FM) |
| 11 | 11:25 Date fm Information                                                              | 11:00 菊池風磨 hoursz(TOKYO FM) |
| 11 | 11:30 要のある音楽（JFNC）                                                             | 11:30 木村拓哉 FLOW（TOKYO FM） |
| 11 | 11:55 Date fm NEWS（JFNC）                                                             | 11:55 Traffic Information |
| 12 | 12:00 yama びこラジオ（JFNC）                                                          | 12:00 津田健次郎SPEA/KING（TOKYO FM） |
| 12 | 12:25 CITY POP WAVE                                                                    | |
| 12 | 12:30 CHINTAI presents きゃりーぱみゅぱみゅ Chapter＃0〜Touch Your Heart〜（TOKYO FM） | |
| 12 | 12:40 まいどあり～。                                                                   | |
| 12 | 12:55 Date fm Information                                                              | 12:55 Date fm NEWS（JFNC） |
| 13 | 13:00 JA全農 COUNTDOWN JAPAN（TOKYO FM）                                               | 13:00 いいこと、聴いた（TOKYO FM） |
| 13 | 13:53 KUMON 全国の大学生 笑顔100点満点リレー（TOKYO FM）                               | 13:00 いいこと、聴いた（TOKYO FM） |
| 13 | 13:55 Date fm Information                                                              | 13:55 Traffic Information |
| 14 | 14:00 福山雅治 福のラジオ（TOKYO FM）                                                  | 14:00 山下達郎の楽天カード サンデー・ソングブック（TOKYO FM） |
| 14 | 14:55 Date fm NEWS（JFNC）                                                             | |
| 15 | 15:00 ACN presents 丸山茂樹のMOVING SATURDAY（TOKYO FM）                               | 15:00 日本郵便 SUNDAY'S POST（TOKYO FM） |
| 15 | 15:25 日本住宅ローン GO!GO!家族（TOKYO FM）                                            | 15:00 日本郵便 SUNDAY'S POST（TOKYO FM） |
| 15 | 15:30 広瀬すずの「よはくじかん」（TOKYO FM）                                           | 15:00 日本郵便 SUNDAY'S POST（TOKYO FM） |
| 15 | 15:50 ルートインホテルズpresents とっておきここだけの旅〜ここ旅〜（TOKYO FM）          | |
| 15 | 15:55 Traffic information                                                              | 15:55 一建設 presents おうちのはなし（TOKYO FM） |
| 16 | 16:00 リリー・フランキー「スナック ラジオ」（TOKYO FM）                                | 16:00 ももいろクローバーZのハッピー・クローバー!TOP10（TOKYO FM） |
| 16 | 16:55 Date fm NEWS（JFNC）                                                             | |
| 17 | 17:00 川島明 そもそもの話（TOKYO FM）                                                  | 17:00 NISSAN あ、安部礼司〜BEYOND THE AVERAGE（TOKYO FM） |
| 17 | 17:55 Traffic Information                                                              | |
| 18 | 18:00 Sound Library〜世界にひとつだけの本〜（JFNC）                                    | 18:00 FAMILY DISCO（JFNC） |
| 18 | 18:30 AI Not So Different（JFNC）                                                      | 18:30 TOHKnet Sound Pizz. - 西本幸弘 |
| 18 | 18:55 Date fm NEWS（JFNC）                                                             | |
| 19 | 19:00 JAZZ STRUTTIN' - 板橋恵子 1993年4月7日放送開始）                                 | 19:00 SUNDAY SPECIAL（特別番組枠） ▽【第一週】 仙台フィル Wave Symphony actV - 浅野彰信、磯貝純一（仙台フィル 演奏事業部長）、楽団員 ▽【第二週】 Hope for Miyagi - 板橋恵子【第二週】・MIKIO、中山直美 ▽【毎月第三週】＃妄想フェス毎月開催！？ - 妄想DJ・ワタナベ智之【最終週】村上Radio - 村上春樹（TOKYO FM） |
| 19 | 19:55 Date fm Information                                                              | |
| 20 | 20:00 tracks                                                                           | 20:00Music Ride Story（JFNC） |
| 20 | 20:30 日食なつこの拝啓、あをいめだまの小いぬ（エフエム岩手）                           | 20:00Music Ride Story（JFNC） |
| 20 | 20:55 Date fm NEWS（JFNC）                                                             | |
| 21 | 21:00アーティスト・プロデュース・スーパー・エディション（JFNC）                        | 21:00 Good Vibe SOUP（JFNC） |
| 21 | 21:00アーティスト・プロデュース・スーパー・エディション（JFNC）                        | 21:30 Asian Breeze |
| 21 | 21:55 Date fm Information                                                              | |
| 22 | 22:00 ドリームハート(TOKYO FM)                                                         | 22:00 清春と愉快な仙台仲間達DX |
| 22 | 22:30 SEKAI NO OWARI “The House”（TOKYO FM）                                           | 22:00 清春と愉快な仙台仲間達DX |
| 22 | 22:55 RADIO MUSEUN～聴く、名画（JFNC）                                                 | 22:55 Date fm Information |
| 23 | 23:00 桑田佳祐のやさしい夜遊び（TOKYO FM）                                             | 23:00 鈴木敏夫のジブリ汗まみれ（TOKYO FM） |
| 23 | 23:00 桑田佳祐のやさしい夜遊び（TOKYO FM）                                             | 23:30 The Classic（TOKYO FM） |
| 23 | 23:55 Date fm Information                                                              | 23:55 Good-Track!（JFNC） |
| 0  | 0:00 週刊MUSIC PUNCH                                                                   | 0:00 週刊 MUSIC PUNCH!（エフエム岩手） - 佐藤健一 |
| 0  | 0:30 Glico presents THE BACK HORN 松田晋二の夜更けの囁き - 松田晋二（THE BACK HORN）   | 0:00 週刊 MUSIC PUNCH!（エフエム岩手） - 佐藤健一 |
| 0  | 0:55 Date fm Information                                                               | |
| 1  | 1:00 ROCK THE NATION - 伊藤政則                                                        | 1:00 SPITZ 草野マサムネのロック大陸漫遊記（TOKYO FM） |
| 1  | 1:00 ROCK THE NATION - 伊藤政則                                                        | 1:55 Date fm Information |
| 2  | 2:00 LEGENDS（JFNC）                                                                   | （2:00 - 5:00 放送休止） |
| 2  | 2:55 Date fm Information                                                               | （2:00 - 5:00 放送休止） |
| 3  | 3:00 風とロック（TOKYO FM）                                                            | （2:00 - 5:00 放送休止） |
| 3  | 3:30 イナズマロックレディオ（JFNC）                                                    | （2:00 - 5:00 放送休止） |
| 4  | 4:00 RADIO NME JAPAN～NEW MUSICAL EXPRESS JAPAN～（JFNC）                              | （2:00 - 5:00 放送休止） |

## アナウンサー・DJ

### 現在
出典;
（2025年7月現在）
アナウンサー
- 井上崇 （1990年入社[60]）
- 菅原涼介（2024年入社）
- 佐藤みずき（2025年入社）

DJ（フリーランス）
上記番組欄を参照。

### 過去
アナウンサー
- 蔦谷信弘（青森放送から移籍）
- 舟腰美紀
- 後藤麻美恵
- 柴崎美由紀
- 赤間智美
- 梶田雅男
- 板橋恵子（山形放送より移籍。開局当時から定年退職まで在籍し、アナウンス部長を務めた。定年退職後はフリーとして出演）
- 高橋英彦（青森テレビより移籍。開局当時から定年退職まで在籍し、情報・防災担当部長を務めた）
- 後藤心平（元宮崎放送アナウンサー、東北大学大学院在籍、仙台でのフリー活動を経て2015年入社、2017年3月退社。同年4月よりテレビ山口（tys）に移籍）
- 名護ひと美（2006年度入社、2018年10月に営業部へ異動）
- 奥口文結（2013年 - 2019年3月）
- 石垣のりこ（1998年 - 2019年　第25回参議院議員通常選挙で当選し2019年7月より参議院議員）
- 浅野彰信（1983年 - 2022年、定年退職、現在でもパーソナリティやニュース担当として出演）
- 小川あんず（2023年 - 2024年、自身のX（旧Twitter）で退社を報告[61]、2024年4月よりNHK山形のキャスターに就任[62]。）

フリーランスDJ
- 石川真奈美
- 稲垣潤一
- 岩手佳代子
- 大久保尚子（元FM青森アナウンサー）
- 大坂ともお
- おがたなみ
- 小川久美
- ガシァ
- 片岡晴子（元福島中央テレビ→ふくしまFMアナウンサー）
- 加藤漢太（元ふくしまFMアナウンサー、現在は郡山市議会議員）
- 金ヶ崎伸子
- かわのめえりこ（現芸名：六花亭遊花）
- 今野東
- ささき恵一
- 佐藤明子
- さとう千日
- しおゆかり
- JORI
- 杉本布美子（元FM青森アナウンサー）
- 高橋裕明
- 高野志津
- 高野真一郎
- 高畑和久（元FM秋田アナウンサー）
- 高平なつみ
- 谷村有美
- 塚田順子
- 照井香菜
- 富岡浩美
- 中村かおり
- 中村法子
- 二瓶由美（元ふくしまFMアナウンサー）
- 長谷部マサコ
- 羽田ますみ
- 平塚裕子
- はすみ奈緒
- 吹谷しのぶ
- DJ MASATO
- 三浦公規（和太鼓奏者）
- 門間彰子
- 渡辺祥子
- 野口あきこ（元青森放送アナウンサー。現在はアメリカ在住）
- 三浦奈々依
- 山蔭ヒーロ
- 松井実那子
- 大友汐里
- 大葉由佳
- 伊藤こずえ
- 二瓶永莉
- 横山英子
- 村林いづみ
- 斉藤光子（定時ニュースも担当）
- 黒田弘子（定時ニュース担当）
- 堀米智也

## 同局主催の大規模イベント
- fantastic Date fm RAD day◯.5 [63]
- 8月 「夕涼みコンサート」（仙台七夕開催時の3日間、2013年以降開催なし）
- 10月 「MEGA☆ROCKS」（1日間）

夕涼みコンサートとMEGA⭐︎ROCKSは、特に関連なく開催されていた。2008年（平成20年）は仙台パルコ進出を機に『Date fm presents PARCO MUSIC AUDITION』を開催することになり、一次、二次審査を通過したバンドが「スターライト・エクスプロージョン」のステージに立ってライブ審査を受け、最終審査でグランプリとなったバンドが「MEGA☆ROCKS」の出場権を得るというシステム構築がなされ、両者の関連が創られた。なお、2009年（平成21年）以降は、また関連がなくなった。

## 東北地方太平洋沖地震
- 2011年（平成23年）3月11日 - 東日本大震災発生時は定禅寺通スタジオから「AIRJAM Friday」を生放送中だったが、地震発生直後に打ち切られ、本社スタジオから震災に関する緊急報道番組に代わった。それ以降、予定の番組を大幅に変更して、24時間態勢で特別編成で宮城県内の震災被害状況・安否確認・ライフライン情報などを放送した（2011年3月22日 21:00まで）。その後、3月23日から25日までは7:30 - 21:00まで特別編成で放送した。その後も特別番組を編成した。金曜夜から日曜深夜までは24時間を4つの時間帯に区切り、仙台在住のフリーアナウンサーやDJ(庄子久子、斉藤光子、大坂ともお、高野真一郎など)や局のアナウンサーが1人で約6時間の生放送を担当した。この土日の放送体制は3月27日（日）まで続いた。
- 震災のため、2011年4月から始まる予定だった番組のいくつかは5月からのスタートとなったり、放送中の番組でも出演者の交通移動手段が確保できない場合、電話での声を録音し放送するなど影響が出た。
- 特別編成終了後、2011年4月から5月まで、土日の震災関連の生放送番組を名護ひと美が担当していたため、名護が平日に担当する「Music Groovin'」を休止し、Listenの放送時間を延長して放送していた。6月第2週まで日曜 18:00 - 18:30の「万代 presents くるくるマーケット」は震災情報番組を放送のためは休止した。6月末までの土曜 26:00 - 27:00は「長渕剛 RUN FOR TOMORROW 〜明日へ向かって〜」（全国ネット番組）を放送していたためレギュラー番組は休止された。また、6月から復興支援番組「繋ごう明日へ」を放送のため、「COUNTRY BEAT USA」は土曜朝から月曜夜に移動して放送された。
- 6月末まで定禅寺通スタジオは使用できなかった。このため、「J-SIDE STATION」や「AIRJAM Friday」は本社のAスタジオやBスタジオ（外から見学できるスタジオ）から放送した。2011年7月より「AIRJAM Friday」のみ定禅寺通スタジオからの放送を再開したが、「J-SIDE STATION」は本社スタジオから放送している。また、「Morning Junction Wonder J」と「Music Groovin'」は震災以降、AスタジオやBスタジオからCスタジオに移動して放送したため、外から見学することができなくなった。また、震災発生後しばらくの間、すべての番組を本社2階のCスタジオから放送していた。これはニュースなどを読む報道スタジオがCスタジオの隣にあるため、緊急ニュースなどに対応するための措置。
- 地震発生直前まで「AIRJAM Friday」に生出演していた佐藤竹善は震災後3日間、マネージャーと共にFM仙台本社が入居しているビルで泊り込みになったことをブログに記している。
- 2011年4月17日（日）25:00から赤坂泰彦が「音楽のチカラスペシャル」をFM仙台から生放送した。
- 2011年6月末「小川もこの8時の出会いは蜜の味」の最終回で小川は「（番組が）終わる理由は幾つかあるが、やはり震災の影響が一番です」と話した。
- 2011年4月17日より2012年3月末まで月曜 20:00 - 20:25はジャニーズ事務所のタレントがMCを担当する番組「復興支援プログラム」（東京で録音、FM仙台のみで放送）を放送のため、レギュラー番組は休止していた。MCは嵐、TOKIO、KAT-TUNが週替わりで担当していた。
- 2011年7月から2013年3月31日まで震災応援番組として日曜 21:00 - 21:30は、フレンチ・キスの復興支援番組「フレンチ・キスのKissラジ!〜あなたへのYELL〜」（TOKYO FM制作、その他ふくしまFM、FM岩手でも放送）を放送した。
- 2024年能登半島地震の被災地へ向けた『～被災地から被災地へ電波にのせて～エフエム石川＆Date fm SPECIAL PROCRAM from Date fm RAD DAY3.5 Darkest Before Dawn』がJFN賞の2024年企画部門の「大賞」に選出された[65]。